# Dendrophylliidae
A Dendrophylliidae a virágállatok (Anthozoa) osztályába és a kőkorallok (Scleractinia) rendjébe tartozó család.
A WoRMS adatai szerint 175 elfogadott faj tartozik ebbe a korallcsaládba.

## Rendszerezés
A családba az alábbi 22 nem tartozik; ezekből 1 fosszilis állapotban:
- Astroides Quoy & Gaimard, 1827 - 1 faj
- Balanophyllia Wood, 1844 - 64 faj; paleocén - jelen
- Balanopsammia Ocana & Brito, 2013 - 1 faj
- Bathypsammia Marenzeller, 1907 - 2 faj
- Cladopsammia Lacaze-Duthiers, 1897 - 6 faj
- Dendrophyllia de Blainville, 1830 - 29 faj; típusnem
- Dichopsammia Song, 1994 - 1 faj
- Duncanopsammia Wells, 1936 - 1 faj; pliocén - jelen
- Eguchipsammia Cairns, 1994 - 7 faj
- Enallopsammia Sismonda, 1871 - 3 faj
- Endopachys Milne Edwards & Haime, 1848 - 3 faj
- Endopsammia Milne Edwards & Haime, 1848 - 3 faj
- Heteropsammia Milne Edwards & Haime, 1848 - 3 faj
- Leptopsammia Milne Edwards & Haime, 1848 - 10 faj
- †Lobopsammia Milne Edwards & Haime, 1848 - 1 faj; középső eocén - középső oligocén
- Notophyllia Dennant, 1899 - 5 faj; középső miocén - jelen
- Pourtalopsammia Cairns, 2001 - 1 faj
- Rhizopsammia Verrill, 1869 - 10 faj
- Thecopsammia Pourtalès, 1868 - 2 faj
- Trochopsammia Pourtalès, 1878 - 1 faj
- Tubastraea Lesson, 1829 - 7 faj; eocén - jelen
- Turbinaria Oken, 1815 - 14 faj; miocén - jelen